# Boluan Fanzheng

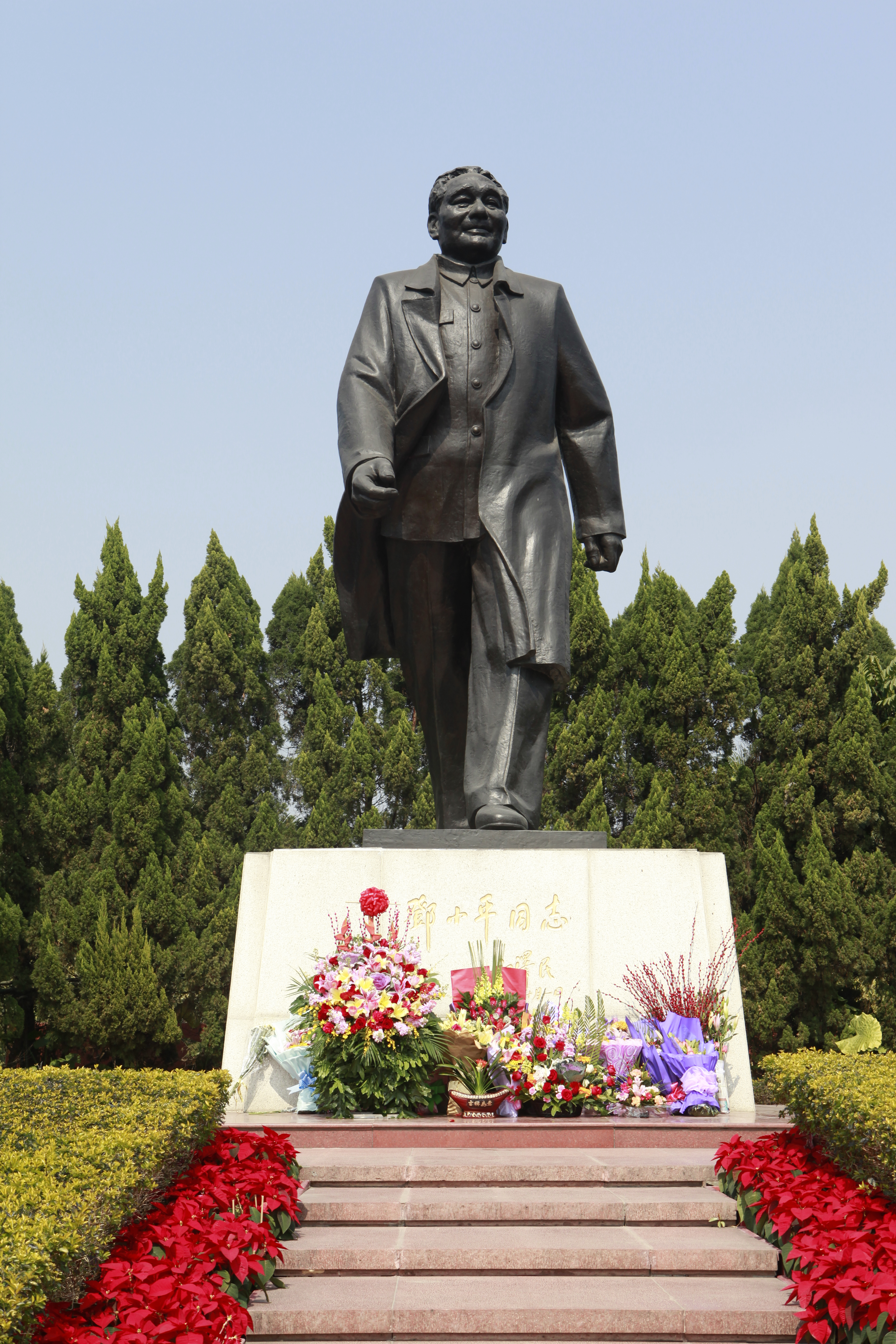
A estátua de Deng Xiaoping no topo do Parque Lianhuashan em Shenzhen, China.

Boluan Fanzheng (chinês simplificado: 拨乱反正; chinês tradicional: 撥亂反正), que significa literalmente "eliminar o caos e voltar ao normal", foi um período na história da República Popular da China durante o qual Deng Xiaoping, então líder supremo da China, tentou sistematicamente corrigir os erros da Revolução Cultural lançada por Mao Tsé-Tung. O programa desmantelou gradualmente as políticas maoístas associadas à Revolução Cultural, reabilitou milhões de vítimas que foram perseguidas durante a Revolução, iniciou várias reformas sociopolíticas e trouxe o país de volta à ordem de forma sistemática. O período Boluan Fanzheng é considerado um importante período de transição na história da China, que serviu como base para o histórico programa de "Reforma e Abertura" iniciado em 18 de dezembro de 1978.
Após o fim da Revolução Cultural em 1976, Deng Xiaoping propôs pela primeira vez a ideia do "Boluan Fanzheng" em setembro de 1977. Com a ajuda de seus aliados, como Hu Yaobang, que mais tarde se tornou secretário-geral do Partido Comunista Chinês (PCC), Deng foi capaz de lançar o programa de Boluan Fanzheng e emergiu como o líder supremo de fato da China em dezembro de 1978 no 3ª Sessão Plenária do 11º Comitê Central do PCC. O período Boluan Fanzheng durou até o início dos anos 1980, após o qual o foco principal do PCC e do governo chinês mudou de "lutas de classes" para "construção econômica" e "modernização".
No entanto, o período Boluan Fanzheng também viu muitas controvérsias, como as opiniões divergentes sobre Mao Zedong, a inclusão dos "Quatro Princípios Cardeais" na Constituição da China para manter o Estado de partido único na China e as controvérsias jurídicas que muitos dos líderes e perpetradores nos massacres da Revolução Cultural receberam pouca ou nenhuma punição. O Partido Comunista não divulgou totalmente os documentos relacionados à Revolução Cultural e tem restringido os estudos acadêmicos e as discussões públicas sobre a Revolução na sociedade chinesa. Além disso, depois que Xi Jinping foi bem-sucedido como Secretário Geral do PCC em 2012, algumas das reformas feitas durante o período Boluan Fanzheng foram gradualmente revertidas, gerando preocupações com uma nova Revolução Cultural.